# Boomin’ Words from Hell
Boomin’ Words from Hell — дебютный альбом в жанре хип-хоп музыканта Esham. Впервые был выпущен в 1989 году, когда рэперу было 16 лет, переиздан в 1990 году.

## Лирические темы
Альбом был записан в то время, когда Детройт переживал потрясения. Esham комментировал это так: «Мы ссылались на улицы Детройта как „Ад“ на этой записи. Так вот мои идеи пришли оттуда.»

## Релиз
Альбом был выпущен в 1989 году. Тогда Смиту было всего 16 лет. После первоначального выпуска альбома Смит совместно со своим старшим братом Джеймсом основали лейбл Reel Life Productions. На этом лейбле в 1990 году альбом был переиздан с альтернативным трек-листом.

## Оценка
По словам Esham’а, лирическое содержание альбома было настолько мрачным, что альбом стал предметом многих слухов: «Люди получили первый альбом, и они бы выдумывали разные истории. Они попадают в аварии, потому что я играл, что ленты. Это было не так, мы помогали себе, когда мы описывали то что было в головах людей. Это не должно шокировать людей, хотя это одинаково и с этим чтобы получить людей, вовлечённых в то, что мы делаем. Мы должны были привлечь внимание людей. Мы хотели сказать много вещей, которые люди хотели сказать, но не сказали. Мы говорили о многих политических и социалистических вопросах, о которых люди не хотели говорить.»
Ишему было трудно развивать поклонников, потому что многие списали темное содержание его текстов и изображений в качестве ударного значения, в то время хип-хоп не мог подключиться к альбому из-за влияний Смита на Хеви-метал. Рецензент Allmusica Jason Birchmeier пишет, что «многие песни здесь довольно посредственные по отношению к последующим работам Ишема, но здесь есть несколько „драгоценных камней“, которые предвещают содержание его следующих работ».

## Список композиций
| №   | Название                  | Длительность |
| --- | ------------------------- | ------------ |
| 1.  | «Esham's Boomin»          | 4:11         |
| 2.  | «My 9 Rhymes»             | 1:39         |
| 3.  | «4 All the Suicidalist»   | 4:03         |
| 4.  | «Dream Girl»              | 2:08         |
| 5.  | «Devil's Groove»          | 3:08         |
| 6.  | «True»                    | 4:09         |
| 7.  | «Knockin Em Dead»         | 2:58         |
| 8.  | «Red Rum»                 | 4:08         |
| 9.  | «Kissing Bandit»          | 3:33         |
| 10. | «Some Old Wicked Shit»    | 3:00         |
| 11. | «Cross My Heart»          | 3:15         |
| 12. | «Amen Another Sin»        | 1:49         |
| 13. | «Pussy Ain't Got No Face» | 3:35         |
| 14. | «Word After Word»         | 3:47         |
| 15. | «Wish U Was Down»         | 3:03         |
| 16. | «Devils in the Soup»      | 4:36         |

## Участники записи
- Эшем — программирование, продюсер, инженер, мастеринг
- Майк Э. Кларк — инженер, клавишные
- Грег Рейли — мастеринг
- Джеймс Смит — исполнительный продюсер